# Otto Vellingk den äldre
Otto Vellingk den äldre (1610–1656) var en svensk officer och ämbetsman. Han var far till Otto och Mauritz Vellingk.
Vellingk var 1652 överste för adelns rusttjänst i Ingermanland och 1655–1656 svensk legat i Siebenbürgen.